# کاستلدانس
کاستلدانس (به اسپانیایی: Castelldáns) یک منطقهٔ مسکونی در اسپانیا است که در گاریگوس واقع شده‌است. کاستلدانس ۶۵٫۱ کیلومتر مربع مساحت دارد ۳۵۳ متر بالاتر از سطح دریا واقع شده‌است.